# Box Elder (Montana)
Box Elder – jednostka osadnicza w Stanach Zjednoczonych, w stanie Montana, w hrabstwie Hill.